# Luribay
Luribay är en ort i Bolivia.   Den ligger i departementet La Paz, i den centrala delen av landet, 300 km nordväst om huvudstaden Sucre. Luribay ligger 2 554 meter över havet och antalet invånare är 434.
Terrängen runt Luribay är huvudsakligen bergig, men åt sydväst är den kuperad. Luribay ligger nere i en dal. Runt Luribay är det glesbefolkat, med 12 invånare per kvadratkilometer.. Närmaste större samhälle är Viloco, 16,6 km nordost om Luribay. 
Omgivningarna runt Luribay är i huvudsak ett öppet busklandskap.